# ラグビー・カルヴィザーノ
ラグビー・カルヴィザーノ（伊: Rugby Calvisano）は、イタリアのロンバルディア州カルヴィザーノに本拠地を置くラグビーユニオンクラブである。スタジアムはスタディオ・サン・ミケーレ。

## 概要
1970年創設。2018-19シーズンまでにスクデット（イタリア国内リーグ）を7回獲得している。歴史は比較的浅いが、近年はロヴィーゴ・デルタやペトラルカと共に、イタリア国内で最も成功を収めているクラブの1つ。

## 歴史
1970年、ラグビー・カルヴィザーノとして創設。1982-83シーズンにセリエAに初昇格。
1998年、当時のACミランのベルルスコーニ会長がサッカー以外のスポーツ部門解体を決定したことを受け、ACミランのラグビーチームとなっていたアマトーリ・ミラノはカルヴィザーノに売却された。これによりカルヴィザーノはアマトーリ&カルヴィザーノ・ラグビー（Amatori & Calvisano Rugby）と改称した。1998-99シーズンから2002-03シーズンの5シーズンは、このチーム名で大会に参加した。2003年に再びアマトーリ・ミラノがカルヴィザーノから独立すると、チーム名を従来のラグビー・カルヴィザーノに戻した。
2001-02シーズンにハイネケンカップに初出場すると、2006-07シーズンまで6年連続で出場した。2002-03シーズンのプール戦ではウェールズのニースRFCとフランスのASベジエ・エローから勝利をあげた。
2003-04シーズンにコッパ・イタリアを初制覇。2004-05シーズンには初めてスクデットを獲得した。以降、コンスタントにタイトルを獲得している。
2006年には、イタリアとアルゼンチンのクラブ王者が対戦するコッパ・インテルコンティネンターレが創設され、イタリアからは2004-05シーズンのスーペル10を制したカルヴィザーノが出場した。試合は、カルヴィザーノがアルゼンチンのインドゥに28-10で勝利した。

## タイトル
- 2022年8月現在

### 国内タイトル
- スクデット（リーグ戦）
  - 優勝 7回（2005, 2008, 2012, 2014, 2015, 2017, 2019）
- コッパ・イタリア（カップ戦）
  - 優勝 3回（2004, 2012[注 3], 2015[注 3]）

### 国際タイトル
- コッパ・インテルコンティネンターレ[注 2]
  - 優勝 1回（2006）

## 歴代所属選手
- マルティン・カストロジョヴァンニ(Martín Castrogiovanni)
- レオナルド・ギラルディーニ(Leonardo Ghiraldini)
- ロレンツォ・チッタディーニ(Lorenzo Cittadini)
- アンドレア・ロボッティ(Andrea Lovotti)
- マクシム・ムバンダ(Maxime Mbanda)
- サムエル・ヴニサ(Samuela Vunisa)
- ミケーレ・ヴィセンティン(Michele Visentin)
- マッテーオ・ミノッツィ(Matteo Minozzi)
- ヴァレリオ・ベルナド(Valerio Bernabò)
- グリエルモ・パラッツァーニ(Guglielmo Palazzani)
- マルコ・リッチョーニ(Marco Riccioni)
- ブラーム・スタイン(Braam Steyn)
- マルセロ・ヴィオリ(Marcello Violi)
- アレッサンドロ・ザンニ(Alessandro Zanni)
- ジオスエ・ジロッチ(Giosuè Zilocchi)
- ダニーロ・フィスケッティ(Danilo Fischetti)
- マルコ・マンフレディ(Marco Manfredi)
- ジョヴァンニ・ペティネッリ(Giovanni Pettinelli)
- ヨハン・アッカーマン(Johan Ackermann)
- フロリン・ブライク(Florin Vlaicu)
- フロリン・スルジュ(Florin Surugiu)